# Бадирагуато
Бадирагуато (исп. Badiraguato) — город в Мексике, в штате Синалоа, входит в состав одноимённого муниципалитета, и является его административным центром. Численность населения, по данным переписи 2010 года, составила 3725 человек.

## Общие сведения
Город был основан 24 ноября 1605 года, занимавшимися евангелизацией аборигенов отцами Сантареном и Флореаном де Айеве.
Название Badiraguato с языка тараско можно перевести как река среди холмов.